# Abi (Zeitschrift)
abi>> ist ein werbefreies Online-Informationsportal sowie Studien- und Berufsinformationsmagazin der Bundesagentur für Arbeit. Das Magazin existiert seit 1976 und bietet seitdem Schülern der Sekundarstufe II Infos und Orientierungshilfe rund um die Studien- und Berufswahl. Derzeit erscheint das gedruckte Magazin in sechs Ausgaben pro Jahr. Die Magazine werden kostenfrei an Schulen der Sekundarstufe II ausgegeben und sind in den Berufsinformationszentren (BiZ) der Agenturen für Arbeit erhältlich. Außerdem gibt es sie als PDF-Downloads.

## abi>> Portal
Seit 2000 ist abi>> auch online vertreten; seit 2013 kann die Seite auf mobilen Endgeräten genutzt werden, der letzte Relaunch fand am 1. September 2021 statt; das Portal wurde mit der Comenius-EduMedia-Medaille 2020 sowie erneut dem Comenius EduMedia Siegel 2022 ausgezeichnet. Schüler, Abiturienten und Studieninteressierte erhalten im Online-Portal Tipps und Infos rund um die Berufswahl und Bewerbung.
In Reportagen, Berichten, Interviews, Videos und Podcasts werden die folgenden Themenbereiche abgedeckt:
- Orientieren (Berufswahlfahrplan, abi-Coaching, Schulabschlüsse, Berufs-/Arbeitsfelder, Übungen)
- Überbrückungsmöglichkeiten (Bundesfreiwilligendienst, Freiwilliger Wehrdienst, FSJ, Praktikum, Sprachkurs, Jobben usw.)
- Studium (Studiengänge, Hochschulen, Finanzen, Studienabbruch, Ausland, Praktikum, Was kann ich studieren?[2])
- Ausbildung (Berufsausbildung, Ausbildungsreportagen, Ausbildungspraxis, Ausbildungsabbruch, Finanzen usw.)
- Bewerbung (Bewerbungsunterlagen, Mappe, Anschreiben, Vorstellungsgespräch, Assessmentcenter usw.)
- Beruf & Karriere (Berufsreportagen, Karriere und Praxis, Weiterbildung, Ausland)

Außerdem haben Jugendliche die Möglichkeit, sich in moderierten Chats mit anderen Ratsuchenden oder Experten über Themen rund um die Studien- und Berufswahl auszutauschen.
In Weblogs berichten Jugendliche aus erster Hand unter anderem über ihren Studienanfang, ihre Studienfächer (Medizin, Ingenieurwesen, Bachelor, Master) sowie über ihr Auslandsstudium.

## abi>> Magazin
Die Druckausgabe erscheint sechsmal im Jahr in einer Auflage von ca. 250.000 und wird an etwa 7.000 Gymnasien und vergleichbaren Schulen (im BO-Unterricht) sowie Dienststellen der Bundesagentur für Arbeit kostenfrei ausgegeben. Hier werden die wichtigsten Informationen zur Berufsorientierung und Studienwahl zum Blättern und Arbeiten bereitgestellt. Seit 2021 erscheinen folgende Hefte einmal jährlich jeweils zum Schuljahresstart im Herbst neu (Ausnahme: abi>> Typisch erscheint im Frühjahr zum Girls’ Day bzw. Boys’ Day):
- abi>> Kompakt: Das Überblicksheft mit allen wesentlichen und wichtigen Infos zur Studien- und Berufswahl für Schüler der Sekundarstufe II.
- abi>> Mittelstufe: Das Informations- und Arbeitsheft ist fester Bestandteil des BO-Unterrichts an den Gymnasien und weiterführenden Schulen in Deutschland.
- abi>> Oberstufe: Das Heft schließt an das Heft Mittelstufe an und vertieft die bereits erarbeiteten Informationen. Es führt hin zur Entscheidung für einen Berufsweg.
- abi>> Lehrkräfte & BO-Coaches (Tipps zum Einsatz der abi>> Materialien, z. B. Unterrichtsideen, im Unterricht, speziell für Lehrkräfte an Gymnasien/Oberschulen)
- abi>> Eltern (Hilfe und Leitfaden für Eltern zur Unterstützung ihres Kindes bei der Studien- und Berufswahl)
- abi>> Typisch (Fakten, Interviews und Reportagen über MINT-Berufe und klischeefreie Berufswahl)[3]

### abi-Materialien
Zeitweise gab es die Broschürenreihe abi-Materialien, mit der bestimmte Studienthemen vertieft dargestellt wurden, so dass sich Abiturienten ein umfassendes Bild machen konnten bzw. um die Studienwahlentscheidung zu erleichtern. Vor allem im MINT-Bereich war die Broschüre abi-Materielien: Studieren und Mathematik verbreitet. Sie enthielt konkrete Informationen zu den mathematischen Anforderungen der Studienfächer und auch Rechenaufgaben für die jeweiligen Studienfächer, damit sich Abiturienten ein besseres Bild der erforderlichen Mathekenntnisse und -fähigkeiten machen konnten.

## Belege
1. ↑  https://abi.de/news/orientieren-entscheiden/comenius-award
2. ↑  https://abi.de/studium/studienbereiche
3. ↑  https://abi.de/magazine
4. ↑  Vgl. Bundesanstalt für Arbeit (Hrsg.), Jürgen Wagner/Günter Ermann/Marion Bruhn-Suhr, Axel Kleinschmidt, Lioba Fraunholz, Martin Groß, Johann Hartl: Studieren und Mathematik, Reihe: abi-Materialien, Transmedia Projekt + Verlagsgesellschaft, Mannheim 1995.